# Saint-Geniès-de-Comolas
Saint-Geniès-de-Comolas ist eine französische Gemeinde mit 2013 Einwohnern (Stand: 1. Januar 2022) im Département Gard der Region Okzitanien. Die Gemeinde gehört zum Arrondissement Nîmes und zum Kanton Roquemaure. Die Einwohner werden Saint-Gènierois genannt.

## Geografie
Saint-Geniès-de-Comolas liegt zwischen Avignon und Bagnols-sur-Cèze im westlichen Rhonetal. Umgeben wird Saint-Geniès-de-Comolas von den Nachbargemeinden Montfaucon im Norden und Nordosten, Roquemaure im Süden und Osten, Saint-Laurent-des-Arbres im Westen sowie Laudun-l’Ardoise im Nordwesten.
Am Westrand der Gemeinde führt die Route nationale 580 entlang.

## Bevölkerungsentwicklung
| Jahr                       | 1962 | 1968 | 1975 | 1982 | 1990 | 1999 | 2006 | 2017 |
| Einwohner                  | 896  | 990  | 1040 | 1139 | 1413 | 1582 | 1821 | 1969 |
| Quellen: Cassini und INSEE |      |      |      |      |      |      |      |      |

## Kultur und Sehenswürdigkeiten

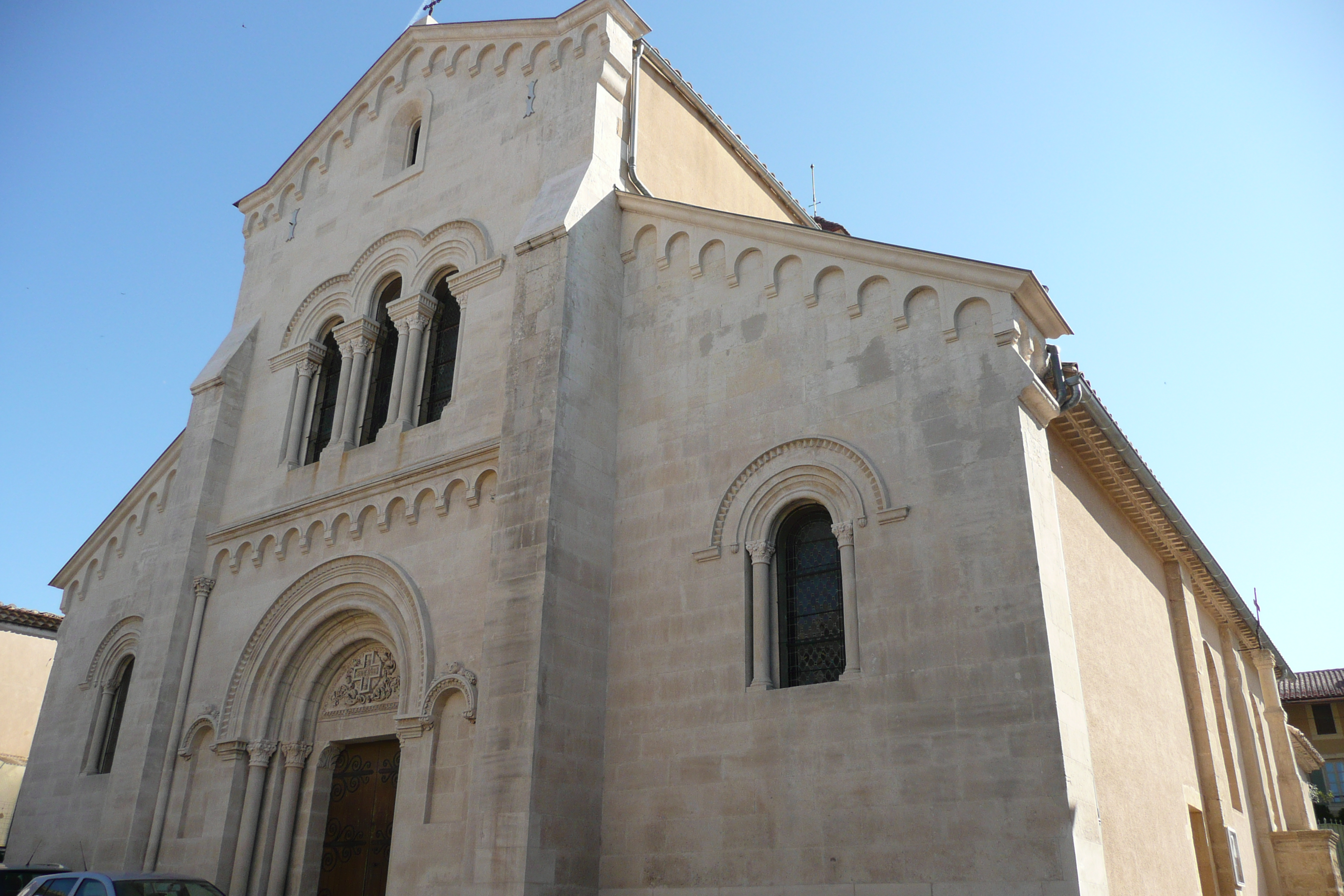
Kirche Saint-Geniès

- Kirche Saint-Geniès
- Statue Notre-Dame de Comolas

## Persönlichkeiten
- Maurice Charretier (1926–1987), Politiker (UDF), französischer Handelsminister 1979–1981